# 坎伯韋爾站 (墨爾本)
坎伯韋爾站（英語：Camberwell railway station）是澳洲墨爾本近郊鐵路網絡的一個鐵路車站，位於東郊坎伯韋爾。本站是百合谷（Lilydale）、貝爾格雷夫（Belgrave）、阿理明（Alamein）線沿線車站，屬於第1收費區，並連接途經墨爾本大學至坎伯韋爾的72號電車。

## 車站結構
坎伯韋爾站設有三個月台，分別是南面1號及2號的島式月台及北面的3號側式月台。島式月台之上有一所富愛德華時期特色的售票處和一條連接3號月台、北面出口和另一段南面出口的行人天橋。
坎伯韋爾四段有車輛段，每段可以容納一輛六卡的電聯車。

## 月台/接駁服務
| 架空月台 |                                                 |
| 側式月台 |                                                 |
| 3號月台  | 往阿理明、貝爾格雷夫、百合谷 →                  |
| 2號月台  | ← 往富林達斯大街 往阿理明、貝爾格雷夫、百合谷 → |
| 島式月台 |                                                 |
| 1號月台  | ← 往富林達斯大街 往阿理明→                      |

1號月台：
- 往富林達斯大街（Flinders Street）
- 往阿理明

2號月台：
- 往富林達斯大街（Flinders Street）
- 往貝爾格雷夫
- 往百合谷

3號月台：
- 往阿理明（只限繁忙時間）
- 往貝爾格雷夫
- 往百合谷

| 路線     | 目的地             | 目的地                                      |
| -------- | ------------------ | ------------------------------------------- |
| 285      | 坎伯韋爾           | 唐卡斯特 Westfield商場                      |
| 612      | 博士山（Box Hill） | 查斯頓購物中心（Chadstone Shopping Centre） |
| 72號電車 | 坎伯韋爾           | 墨爾本大學                                  |

## 歷史
坎伯韋爾站在1882年啟用，它當時是坎伯韋爾線的總站，直至翌年該線伸延到百合谷為止。1891年，外環線（Outer Circle line）的首段落成啟用，設有東坎伯韋爾站（East Camberwell）作轉乘百合谷線之用。但其後該並不太受歡迎，多段外環線陸續關閉，只剩下坎伯韋爾至阿理明的部份，即現時的阿理明線。
舊有的車站遭拆卸，而現時的車站在1919年重建而成，以配合奧本站以西的路軌平整工程。當時因奧本至坎伯韋爾的路軌因太斜，所以蒸汽機車無法拉動整抽列車來往兩站。整抽列車會一分為二，機車會先將一組車箱拉到坎伯韋爾站，再回頭拉動另一組，導致誤點。1910年，72號電車伸延至坎伯韋爾。政府藉平整工程移除在伯克道（Burke Road）的平交道，方便電車通行。
1996年4月27日，坎伯韋爾獲升格至Premium車站。

## 重建爭議
2001年，維多利亞州政府頒佈了一項大都會規劃綱領「墨爾本2030」，計畫把多個火車站發展成為交通運輸的中心點，並接駁電車。綱領劃出多個地多作活動中心（activity centre），但作為住宅區的坎伯韋爾則有較多限制。坎伯韋爾站附近的範圍被認為是一個較重要的中心點，2003年的一個重建計劃觸發一連串爭議，擔心重建會改變坎伯韋爾的性質。
2003年3月，車站的擁有者VicTrack計畫在車站和旁邊的側線上蓋興建一座3至4層高的寫字樓項目，新的建築物會朝向伯克道並附有停車場、辦公室的設施，但項目可能涉及拆御車站。由於車站位處斜坡旁，令項目的高度只能與附近其他的辦公大樓相若。停車場擁有四百個車位供上班人士使用。但該項目沒有任何住宅單位，使項目跟原來的運輸導向開發（Transit-oriented development）概念不符。
車站的拆御工程引來社區極大的迴響及傳媒的報導。演員Geoffrey Rush（區民和自稱車站的使用者）和笑匠Barry Humphries（前區民並稱坎伯韋爾為他的"spiritual home"）, 公開反對重建計劃，兩人曾參與其他反對者的遊行。Barry Humphries更寫了首詩，內容包抱發展商和Lilydale線的別稱東方快車（The Orient Express）。笑匠亦在詩中諷刺重建計劃使的不用再到博士山得到毒品wouldn't "have to go to Box Hill for their drugs"。支持者認為反對聲音源自鄰避症候群。
社區團體－Boroondara Residents Action Group聯同建築師McGauran Giannini Soon，提出一個較貼近民意的方案。車站上蓋項目將會有一個小型的廣場、一所公共圖書館和一些小型商舖。
雖然車站是歷史建築，但車站本身沒具有建築風格，所以不能列入歷史文物受到保護。
2009年7月，維多利亞州民事及行政特別法庭（Victorian Civil and Administrative Tribunal）批淮在上址興建一座九層高的項目。 

## 圖片

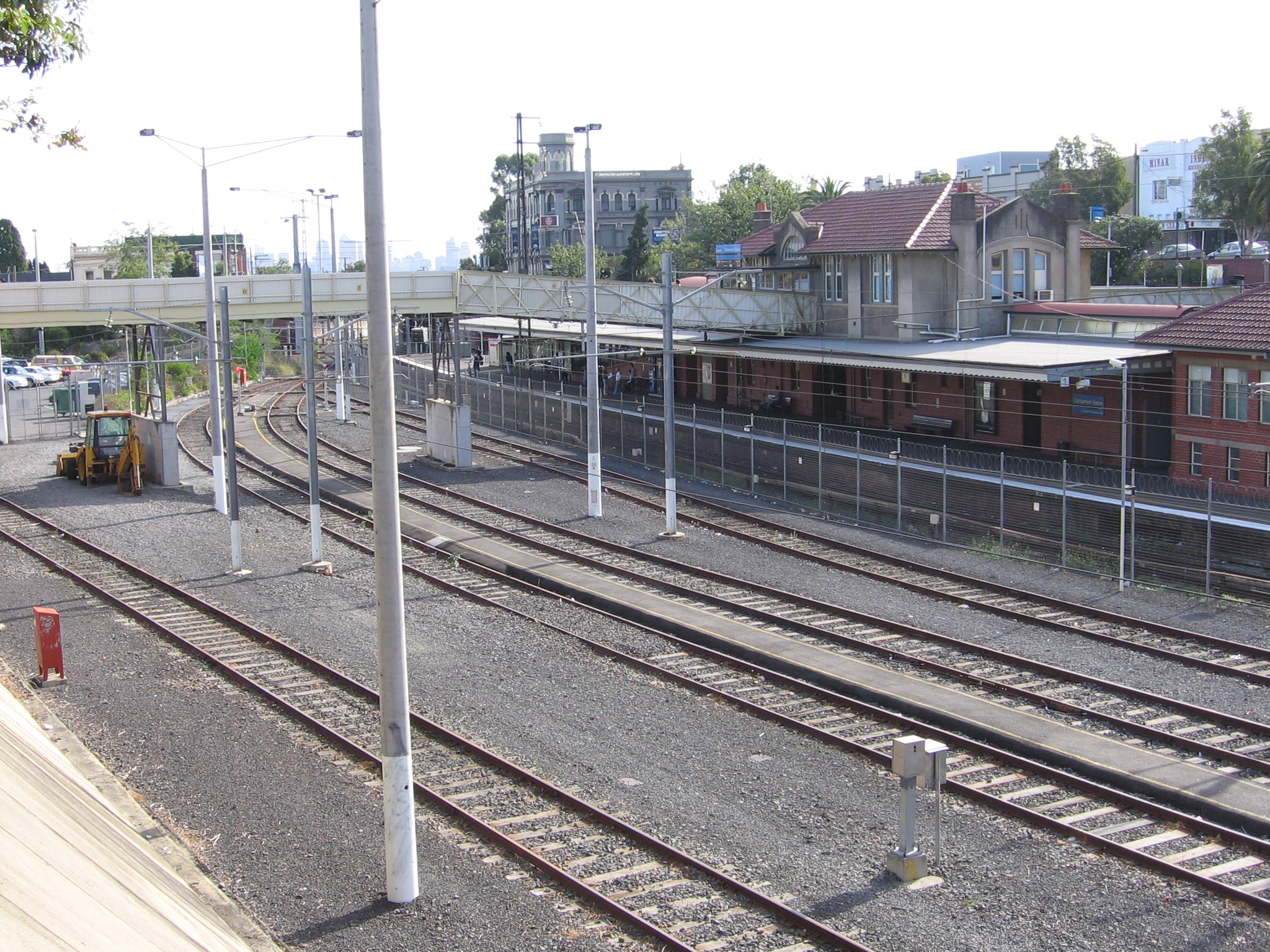
車站旁的側線
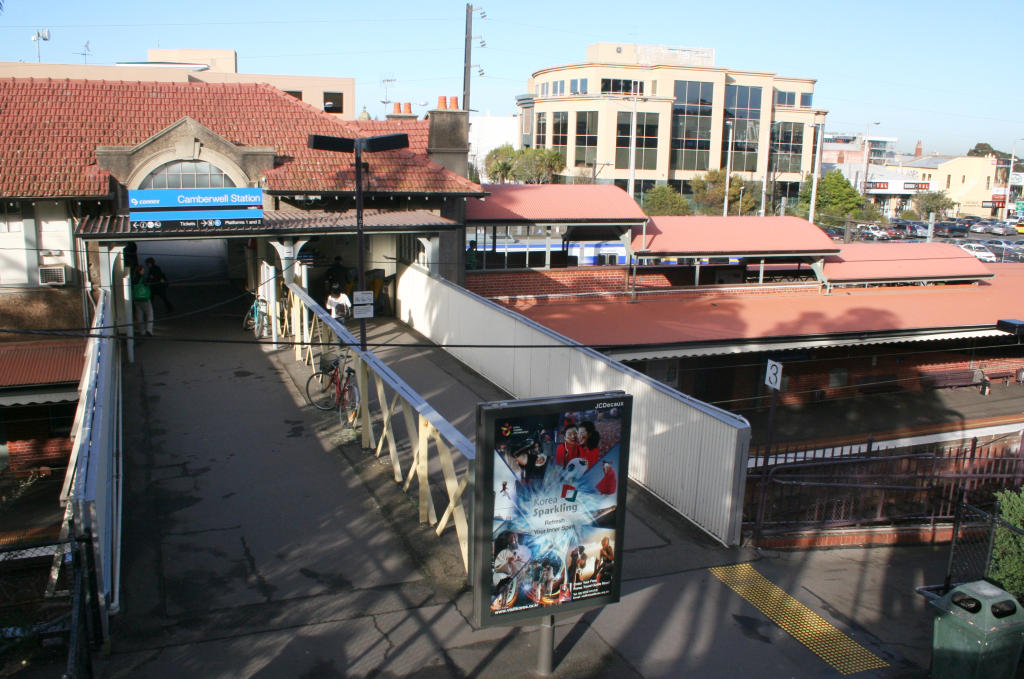
車站北面入口